# 브라질의 세계유산

브라질의 세계유산은 유네스코에 등재된 브라질의 세계유산이다. 브라질은 1977년 9월 1일 준하였으며, 15건의 문화유산과 7건의 자연유산, 1건의 복합유산을 보유하고 있다.

## 목록

### 문화유산
| No. | 사진              | 등록명                                          | 소재지                                          | 등록년도      | 등록기준      | 유네스코 지정번호 | 비고              |
| 1   |                   | 오루프레투 역사 도시                            | 미나스제라이스주                                | 1980년        | (ⅰ), (ⅲ)      | 124               |                   |
| 2   |                   | 올린다 역사 지구                                | 페르남부쿠주                                    | 1982년        | (ⅱ), (ⅳ)      | 189               |                   |
| 3   |                   | 과라니족의 예수회 선교단 시설                   | 브라질 히우그란지두술주 아르헨티나 미시오네스주 | 1983년 1984년 | (ⅳ)           | 275               | 아르헨티나와 공유 |
| 4   |                   | 사우바도르 데 바이아 역사 지구                  | 바이아주                                        | 1985년        | (ⅳ), (ⅵ)      | 309               |                   |
| 5   |                   | 콩고냐스의 봉 제수스 성역                       | 미나스제라이스주                                | 1985년        | (ⅰ), (ⅳ)      | 334               |                   |
| 6   |                   | 브라질리아                                      | 연방구                                          | 1987년        | (ⅰ), (ⅳ)      | 445               |                   |
| 7   |                   | 세라 다 카피바라 국립공원                       | 피아우이주                                      | 1991년        | (ⅲ)           | 606               |                   |
| 8   |                   | 상루이스 역사 지구                              | 마라냥주                                        | 1997년        | (ⅲ), (ⅳ), (ⅴ) | 821               |                   |
| 9   |                   | 지아만치나 역사 지구                            | 미나스제라이스주                                | 1999년        | (ⅱ), (ⅳ)      | 890               |                   |
| 10  |                   | 고이아스 역사 지구                              | 고이아스주                                      | 2001년        | (ⅱ), (ⅳ)      | 993               |                   |
| 11  |                   | 상 크리스토바웅의 상 프란시스쿠 광장            | 세르지피주                                      | 2010년        | (ⅱ), (ⅳ)      | 1272              |                   |
| 12  | 구세주 그리스도상 | 리우데자네이루 : 산과 바다 사이의 카리오카 경관 | 리우데자네이루주                                | 2012년        | (ⅴ), (ⅵ)      | 1100              |                   |
| 12  | 플라멩고 공원     | 리우데자네이루 : 산과 바다 사이의 카리오카 경관 | 리우데자네이루주                                | 2012년        | (ⅴ), (ⅵ)      | 1100              |                   |
| 13  |                   | 팜풀랴 모던 앙상블                              | 미나스제라이스주                                | 2016년        | (ⅰ), (ⅱ), (ⅳ) | 1493              |                   |
| 14  |                   | 발롱구 부두의 고고 유적                         | 리우데자네이루주                                | 2017년        | (ⅵ)           | 1548              |                   |
| 15  |                   | 호베르토 부를레 막스의 식물원                   | 리우데자네이루주                                | 2021년        | (ⅱ), (ⅳ)      | 1620              |                   |

### 자연유산
| No. | 사진          | 등록명                                                                 | 소재지                            | 등록년도      | 등록기준      | 유네스코 지정번호 | 비고 |
| 1   |               | 이구아수 국립공원                                                      | 파라나주                          | 1986년        | (ⅶ), (ⅹ)      | 355               |      |
| 2   |               | 디스커버리 해안 대서양림 보호 지역                                     | 바이아주 이스피리투산투주         | 1999년        | (ⅸ), (ⅹ)      | 892               |      |
| 3   |               | 남동부 대서양림 보호 지역                                              | 파라나주 상파울루주               | 1999년        | (ⅶ), (ⅸ), (ⅹ) | 893               |      |
| 4   | 자우 국립공원 | 중앙 아마존 보전 지역                                                  | 아마조나스주                      | 2000년 2003년 | (ⅸ), (ⅹ)      | 998               |      |
| 5   |               | 판타나우 보존 지구                                                     | 마투그로수주 마투그로수두술주     | 2000년        | (ⅶ), (ⅸ), (ⅹ) | 999               |      |
| 6   |               | 브라질 대서양 제도 : 페르난두 데 노로냐와 아톨 다스 로카스 보호 지역   | 페르남부쿠주 히우그란지두노르치주 | 2001년        | (ⅶ), (ⅸ), (ⅹ) | 1000              |      |
| 7   |               | 세하도 열대우림 보호 지역 : 차파다 두스 베아데이루스와 에마스 국립공원 | 고이아스주                        | 2001년        | (ⅸ), (ⅹ)      | 1035              |      |

### 복합유산
| No. | 사진                | 등록명                                   | 소재지           | 등록년도 | 등록기준 | 유네스코 지정번호 | 비고 |
| 1   | 파라티 일랴그란지섬 | 파라티와 일라 그란데 - 문화와 생물다양성 | 리우데자네이루주 | 2019년   | (ⅴ), (ⅹ) | 1308              |      |